# Mubarak Hassan Shami
Mubarak Hassan Shami (arabisch مبارك حسن شامي Mubarak Hasan Schami, DMG Mubārak Ḥasan Šāmī, Geburtsname Richard Yatich; * 1. Dezember 1980) ist ein katarischer Langstreckenläufer kenianischer Herkunft.
Seit 2004 startet er für Katar. Anlässlich seines Nationalitätswechsels nahm er einen arabischen Namen an.
2005 siegte er beim Vienna City Marathon sowie beim Venedig-Marathon und wurde Zweiter bei den Halbmarathon-Weltmeisterschaften in Edmonton. Im Jahr darauf gewann er den Prag-Marathon. Bei den Straßenlauf-Weltmeisterschaften 2006 in Debrecen wurde er Achter.
2007 siegte er beim Paris-Marathon in seiner persönlichen Bestzeit von 2:07:19 h. Beim Marathon der Leichtathletik-Weltmeisterschaften 2007 in Osaka gewann er die Silbermedaille hinter Luke Kibet (KEN) und vor Viktor Röthlin (SUI).